# Metaeuchromius
Metaeuchromius is een geslacht van vlinders van de familie grasmotten (Crambidae).

## Soorten
- M. circe Bleszynski, 1965
- M. changensis Schouten, 1997
- M. euzonella Hampson, 1896
- M. flavofascialis Park, 1990
- M. inflatus Schouten, 1997
- M. lata (Staudinger, 1870)
- M. latoides Schouten, 1997
- M. yuennanensis Caradja, 1937
- M. yusufeliensis Nuss & Speidel, 1999